# Вайсиг-ам-Рашюц
Вайсиг-ам-Рашюц (нем. Weißig am Raschütz) — бывшая община (коммуна) в Германии, в земле Саксония. Ныне входит в состав общины Лампертсвальде района Мейсен.
Община Вайсиг-ам-Рашюц была образована в 1994 году объединением населённых пунктов Вайсиг, Блохвиц, Брёсниц и Эльсниц-Нигерода. Население общины составляло 915 человек (на 31 декабря 2010 года). Занимала площадь 34,46 км². 1 января 2012 года Вайсиг-ам-Рашюц вошёл в состав общины Лампертсвальде.